# 角囊蛙
角囊蛙（学名：Gastrotheca cornuta）是一种属于扩角蛙科的树栖青蛙，分布于哥伦比亚，哥斯达黎加，厄瓜多尔与巴拿马，自然状态栖息地为热带湿润气候的低地森林与云雾森林。由于受到栖息地破坏、壶菌病、森林砍伐与人类活动的威胁，角囊蛙的数量正持续减少，国际自然保护联盟濒危物种红色名录已将其评估为濒危物种。角囊蛙自2005年后在野外便无发现记录，直到2018年才被生物学家重新发现。
其卵在母蛙背部的育兒囊中發育，孵出時即為完整的蛙，不經過蝌蚪這一階段。